# Dion Nelin
Dion Nelin (* 28. August 1976) ist ein dänischer Carambolagespieler und Europa- und Weltmeister im Dreiband.

## Karriere
International machte der erst 17-jährige Nelin erstmals als Juniorenvizeeuropameister 1993 vor heimischem Publikum in Aalborg auf sich aufmerksam. Im Jahr zuvor stellte er bei der EM den bis heute noch gültigen (Stand: August 2019) Rekord im Einzeldurchschnitt (ED) mit 3,000 auf. Nach zwei weiteren Silbermedaillen konnte er sich 1996 dann die Goldmedaille im Finale gegen den Österreicher Arnim Kahofer sichern. Nach seiner Juniorenkarriere gewann er bei der EM 1999 Silber, ebenso 2002 bei der Dreiband-Weltmeisterschaft. Im selben Jahr wurde er auch Dänischer Meister.
Nach neunjähriger Abwesenheit bei den heimischen Meisterschaften gewann er diese auf Anhieb im Januar 2018 und egalisierte mit seinem achten Einzeltitel den dänischen Rekord von Peter Thögersen. Im Finale schlug er den Titelverteidiger Allan Schröder in 33 Aufnahmen und einer Höchstserie (HS) von 16 mit 50:41.
Bei den Verhoeven Open 2019 spielte er gegen den US-Amerikaner Christian Portillo seinen bisher besten Einzeldurchschnitt (ED)
von 8,333 (25 Punkten in 3 Aufnahmen), was auch gleichzeitig Turnierrekord in New York ist (Stand: August 2019). Er kam bis ins Viertelfinale und schloss das Turnier mit dem fünften Platz in der Gesamtwertung von insgesamt 102 Spielern ab.
Zusammen mit dem Niederländer Dick Jaspers spielt er für den 1. BC Magdeburg 1950 in der 1. Bundesliga und wurde 2019 Deutscher Meister.
Bei der Dänischen Dreiband-Meisterschaft im Januar 2020 wurde Nelin Dritter hinter dem Sieger Thomas Andersen und Finalist Brian Knudsen, gemeinsam mit Jacob Haack-Sörensen.

## Erfolge
- Dreiband-Weltmeisterschaft:  2002
- Dreiband-Europameisterschaft:  1999  1994, 1997, 2001
- Dreiband-Weltmeisterschaft für Nationalmannschaften:  1995, 1996  2000, 2001
- Dreiband-Europameisterschaft für Nationalmannschaften:  2007  2010  2019, 2020
- Dreiband-Europameisterschaft der Junioren:  1996  1993, 1994, 1995
- Dänische Dreiband-Meisterschaft:  1993, 1996. 1997, 2001, 2002, 2008, 2009, 2018  2020
- Belgische Meisterschaft:  2010
- Crystal Kelly Turnier:  2001

Quellen: 